# عذرا الرقم خاطيء (فلم)
عذرا الرقم خاطيء (بالإنجليزية: Sorry, Wrong Number) فيلم إثارة، وغموض أمريكي لعام 1948 من إخراج أناتول ليتفاك وبطولة باربرا ستانويك، وبيرت لانكستر. كتبت لوسيل فليتشر السيناريو بعد تعديل مسرحيتها الإذاعية عام 1943. يتتبع الفيلم سيدة تستمع لحوار على الهاتف ما تعتقد أنه مؤامرة قتل وتحاول منعه. صدر الفيلم إلى دور العرض الأمريكية في 24 سبتمبر 1948.
ترشحت باربرا ستانويك لجائزة الأوسكار لأفضل ممثلة.

## طاقم التمثيل
- باربرا ستانويك: في دور ليونا ستيفنسون
- بيرت لانكستر: في دور هنري جيه ستيفنسون
- آن ريتشاردز: في دور سالي هانت لورد
- ويندل كوري: في دور الدكتور فيليب ألكسندر
- هارولد فيرميليا: في دور والدو إيفانز
- إد بيجلي: في دور جيمس كوتريل
- ليف إريكسون: في دور فريد لورد
- وليام كونراد: في دور مورانو
- جون برومفيلد: في دور المخبر جو
- جيمي هانت: في دور بيتر لورد
- دوروثي نيومان: في دور إليزابيث جينينغز
- بول فييرو: في دور هاربوتليان
- بيل كارتليدج: في دور بيج بوي
- هولمز هربرت: في دور ويلكينز مينرال[7]

## أحداث الفيلم
ليونا ستيفنسون (باربرا ستانويك) هي الابنة المدللة، طريحة الفراش، لرجل الأعمال الثري جيمس كوترل (إد بيجلي). تستمع ليونا إلى ما يبدو أنه اتصال هاتفي متقاطع، حيث تسمع رجلين يخططان لقتل امرأة. تنقطع المكالمة دون أن تعرف ليونا كثيرًا بخلاف ما هو مقرر في الساعة 11:15 مساءً. تتصل بشركة الهاتف والشرطة، لكنهم لا يمكنهم فعل أي شيء لضعف المعلومات التي تقدمها ليونا. ترقد ليونا وحيدة بفراشها في شقتها في مانهاتن، وزوجها هنري (بيرت لانكستر) في عمل خارج البيت، وخدمهم في إجازة.
تجري ليونا عددًا من المكالمات الهاتفية، في محاولة لتحديد مكان هنري. تبدأ ليونا عن غير قصد في تجميع اللغز من ذكريات الماضي. تتصل ليونا بسكرتيرة هنري، إليزابيث جينينغز (دوروثي نيومان)، وتعرف انه اصطحب الفاتنة سالي لورد (آن ريتشاردز)، لتناول الغداء ولم يعد إلى المكتب. تدرك ليونا أن سالي كانت تنافسها في حب هنري قبل الزواج.
سالي متزوجة من فريد، المحامي في مكتب المدعي العام. تدرك ليونا من المحادثات أن فريد كان على وشك حل تحقيق يتعلق بهنري بطريقة ما، ولذلك تستمر في البحث عن هنري. تتصل سالي بليونا بمزيد من الأخبار، ثم تتلقى ليونا رسالة من هنري تفيد بأنه غادر المدينة للعمل الذي نسيه ولن يعود حتى يوم الأحد. تتصل ليونا بطبيب القلب، فيليب ألكساندر (ويندل كوري) الذي يكشف أنه قدم لهنري توقعاته قبل عشرة أيام، وهو أمر أخفاه هنري عنها، وان مشاكل ليونا نفسية بحتة. تدخل ليونا في نوبة هستيرية وتتصل بالمستشفى وتطلب تعيين ممرضة لهذه الليلة. يعتذر موظف الاستقبال لنقص عدد الممرضات. تعتقد ليونا أنها الساعة 11:00 مساءً فقط، لكنها تكتشف أن ساعتها قد توقفت.
تتلقى ليونا مكالمة هاتفية من والدو (هارولد فيرميليا) ليكشف على مضض أن هنري جنده لسرقة مواد كيميائية، ويقرر هنري التخلي عن مورانو الذي يقوم مع اثنين من السفاحين بالضغط على هنري ليوقع على أوراق تدينه بمبلغ ضخم. يحتج هنري على أنه ليس لديه المال، ويشير مورانو إلى أن ليونا يجب أن يكون لديها بوليصة تأمين على الحياة كبيرة. تدرك ليونا أنها المقصودة بالقتل الساعة 11:15.
يتصل هنري بليونا من محطة القطار، وتبلغه ليونا عن والدو، ونظرًا لأنه لم يتبق سوى دقائق من الساعة 11:15، يناشدها هنري أن تذهب إلى الشرفة وتصرخ طلبًا للمساعدة، لكنها لا تستطيع ذلك، رغم أنها تستطيع سماع شخص ما في الطابق السفلي. يصل الدخيل غرفة نومها، وتتوسل ليونا، وتصرخ، والدخيل غير مدرك لوجود رجال الشرطة، وعلى وشك إلقاء القبض عليه، ويتصل هنري بشكل محموم، ليجيب عليه صوت رجل يقول: «عذرا الرقم خاطيء».

## الإنتاج
«عذرًا الرقم خاطئ» يتوافق مع العديد من مواصفات نوعية أفلام «فيلم نوار» (مصطلح سينمائي يُستخدم للتعبير عن أفلام الجريمة والدراما)، حيث يتم تشغيل الفيلم في الوقت الفعلي، مع العديد من ذكريات الماضي لتجسيد القصة. تطل نافذة غرفة نوم ستانويك على أفق مانهاتن الليلي. تم تصوير الفيلم بشكل مظلم للغاية، مع ظلال تلوح في الأفق وكاميرا دائرية تستخدم للحفاظ على مستوى عالٍ من التشويق.
اعترضت إدارة قانون الإنتاج في هوليوود في البداية على عناصر سيناريو فليتشر، بما في ذلك تصويره لتهريب المخدرات، وتمت مراجعة النص بشكل كبير للفوز بالموافقة.

## استقبال الفيلم
على الرغم من عدم استقباله جيدًا مثل المسرحية الإذاعية، حيث أشار بعض النقاد إلى أن الحبكة مبطنة للغاية، إلا أن تعديل الفيلم يعتبر كلاسيكيًا من نوع الفيلم نوار، وغالبًا ما يُستشهد بنهايته الملتوية كواحدة من أكثر العصور التي لا تنسى لاقى أداء ستانويك استحسانًا كبيرًا، واعتبره العديد من النقاد أفضل أداء لها.
منح موقع الطماطم الفاسدة تقييم مقداره 86% بناءاً على آراء 22 ناقداً سينمائياً.
أدرجت مجلة فارايتي الفيلم كواحد من أفضل الأفلام في العام، حيث ربح 2.850.000 دولار في السوق المحلية وحدها.
كتب بوب توماس في وكالة أسوشيتد برس في 20 يونيو 2019: «صدمة تسيطر على المشاعر من أول خطوة في الفيلم».
كتب إد بارك على موقع فيلدج فويس في 2 يناير 2008: «يستمد الفيلم الهستيريا الأنيقة من استراتيجيته السردية المقيدة بجرأة».

## روابط خارجية
- مقالات تستعمل روابط فنية بلا صلة مع ويكي بيانات